# Награда Еми за најбољег споредног глумца у драмској серији

### 2000-е
2000.
- Ричард Шиф - Западно крило
- Мајкл Бадалуко - Адвокатска пракса
- Доминик Кијанизи - Породица Сопрано
- Стив Харис - Адвокатска пракса
- Џон Спенсер - Западно крило

2001.
- Бредли Витфорд - Западно крило
- Доминик Кијанизи - Породица Сопрано
- Мајкл Империоли - Породица Сопрано
- Ричард Шиф - Западно крило
- Џон Спенсер - Западно крило

2002.
- Џон Спенсер - Западно крило
- Виктор Гарбер - Алијас
- Дулеј Хил - Западно крило
- Фреди Родригез - Два метра под земљом
- Ричард Шиф - Западно крило
- Бредли Витфорд - Западно крило

2003.
- Џо Пантолијано - Породица Сопрано
- Виктор Гарбер - Алијас
- Мајкл Империоли - Породица Сопрано
- Џон Спенсер - Западно крило
- Бредли Витфорд - Западно крило

2004.
- Мајкл Империоли - Породица Сопрано
- Стив Бусеми - Породица Сопрано
- Бред Дориф - Дедвуд
- Виктор Гарбер - Алијас
- Џон Спенсер - Западно крило

2005.
- Вилијам Шатнер - Бостонски адвокати
- Алан Олда - Западно крило
- Навин Ендруз - Изгубљени
- Тери О’Квин - Изгубљени
- Оливер Плaт - Хаф

2006.
- Алан Олда - Западно крило
- Мајкл Империоли - Породица Сопрано
- Грегори Ицин - 24
- Оливер Плaт - Хаф
- Вилијам Шатнер - Бостонски адвокати

2007.
- Тери О’Квин - Изгубљени
- Мајкл Емерсон - Изгубљени
- Мајкл Империоли - Породица Сопрано
- Т. Р. Најт - Увод у анатомију
- Маси Ока - Хероји
- Вилијам Шатнер - Бостонски адвокати

2008.
- Жељко Иванек - Опасна игра
- Тед Дансон - Опасна игра
- Мајкл Емерсон - Изгубљени
- Вилијам Шатнер - Бостонски адвокати
- Џон Слатери - Људи са Менхетна

2009.
- Мајкл Емерсон - Изгубљени
- Кристијан Клеменсон - Бостонски адвокати
- Вилијам Херт - Опасна игра
- Арон Пол - Чиста хемија
- Вилијам Шатнер - Бостонски адвокати
- Џон Слатери - Људи са Менхетна

### 2010-е
2010.
- Арон Пол - Чиста хемија
- Андре Брауер - Људи одређеног узраста
- Мајкл Емерсон - Изгубљени
- Тери О’Квин - Изгубљени
- Мартин Шорт - Опасна игра
- Џон Слатери - Људи са Менхетна

2011.
- Питер Динклиџ - Игра престола
- Андре Брауер - Људи одређеног узраста
- Џош Чарлс - Добра жена
- Алан Каминг - Добра жена
- Волтон Гогинс - Праведник
- Џон Слатери - Људи са Менхетна

2012.
- Арон Пол - Чиста хемија
- Џим Картер - Даунтонска опатија
- Брендан Којл - Даунтонска опатија
- Питер Динклиџ - Игра престола
- Џанкарло Еспозито - Чиста хемија
- Џаред Харис - Људи са Менхетна

2013.
- Боби Канавале - Царство порока
- Џонатан Бенкс - Чиста хемија
- Џим Картер - Даунтонска опатија
- Питер Динклиџ - Игра престола
- Менди Патинкин - Домовина
- Арон Пол - Чиста хемија

2014.
- Арон Пол - Чиста хемија
- Џим Картер - Даунтонска опатија
- Алан Каминг - Добра жена
- Питер Динклиџ - Игра престола
- Менди Патинкин - Домовина
- Џон Војт - Реј Донован

2015.
- Питер Динклиџ - Игра престола
- Џонатан Бенкс - Боље позовите Сола
- Џим Картер - Даунтонска опатија
- Алан Каминг - Добра жена
- Мајкл Кели - Кућа од карата
- Бен Менделсон - Крвна линија

2016.
- Бен Менделсон - Крвна линија
- Џонатан Бенкс - Боље позовите Сола
- Питер Динклиџ - Игра престола
- Кит Харингтон - Игра престола
- Мајкл Кели - Кућа од карата
- Џон Војт - Реј Донован

2017.
- Џон Литгоу - Круна
- Џонатан Бенкс - Боље позовите Сола
- Дејвид Харбор - Чудније ствари
- Рон Сепас Џоунс - Ово смо ми
- Мајкл Кели - Кућа од карата
- Менди Патинкин - Домовина
- Џефри Рајт - Западни свет

2018.
- Питер Динклиџ - Игра престола
- Николај Костер-Волдо - Игра престола
- Џозеф Фајнс - Слушкињина прича
- Дејвид Харбор - Чудније ствари
- Менди Патинкин - Домовина
- Мет Смит - Круна

2019.
- Питер Динклиџ - Игра престола
- Алфи Ален - Игра престола
- Џонатан Бенкс - Боље позовите Сола
- Николај Костер-Волдо - Игра престола
- Ђанкарло Еспозито - Боље позовите Сола
- Мајкл Кели - Кућа од карата
- Крис Саливан - Ово смо ми

### 2020-е
2020.
- Били Крудап - Јутарњи шоу
- Николас Браун - Наследници
- Киран Калкин - Наследници
- Марк Дуплас - Јутарњи шоу
- Ђанкарло Еспозито - Боље позовите Сола
- Метју Макфадјен - Наследници
- Бредли Витфорд - Слушкињина прича
- Џефри Рајт - Западни свет

2021.
- Тобајас Мензис - Круна
- Ђанкарло Еспозито - Мандалорац
- Оу Ти Фагбенле - Слушкињина прича
- Џон Литгоу - Пери Мејсон
- Макс Мингела - Слушкињина прича
- Крис Саливан - Ово смо ми
- Бредли Витфорд - Слушкињина прича
- Мајкл К. Вилијамс - Лавкрафтова земља

2022.
- Метју Макфадјен - Наследници
- Николас Браун - Наследници
- Били Крудап - Јутарњи шоу
- Киран Калкин - Наследници
- Пак Хе-су - Игра лигње
- Џон Туртуро - Отпремнина
- Кристофер Вокен - Отпремнина
- О Јонг-су - Игра лигње

2023.
- Метју Макфадјен - Наследници
- Ф. Мари Абрахам - Бели лотос
- Николас Браун - Наследници
- Мајкл Империоли - Бели лотос
- Тео Џејмс - Бели лотос
- Алан Рак - Наследници
- Вил Шарп - Бели лотос
- Александер Скарсгорд - Наследници